# Обезьяний кулак
Обезья́ний кула́к (от англ. Monkey’s Fist) — морской и декоративный тросовый постоянный узел с основой в виде шара. Название получил из-за схожести со сжатым кулаком. Применяют на флоте в качестве стопорного узла, утяжеляющего конец выброски. В настоящее время — один из декоративных узлов.
Иногда используют в огненном пои.
При наличии внутри узла тяжёлого металлического шарика, узел используют в качестве средства самообороны, действуя наподобие кистеня.

## Способ завязывания
В морском деле обычно пользуются тремя способами для завязывания узла «обезьяний кулак». Также существует четвёртый бытовой способ завязывания.
- Из переплетённых кругов
- На руке

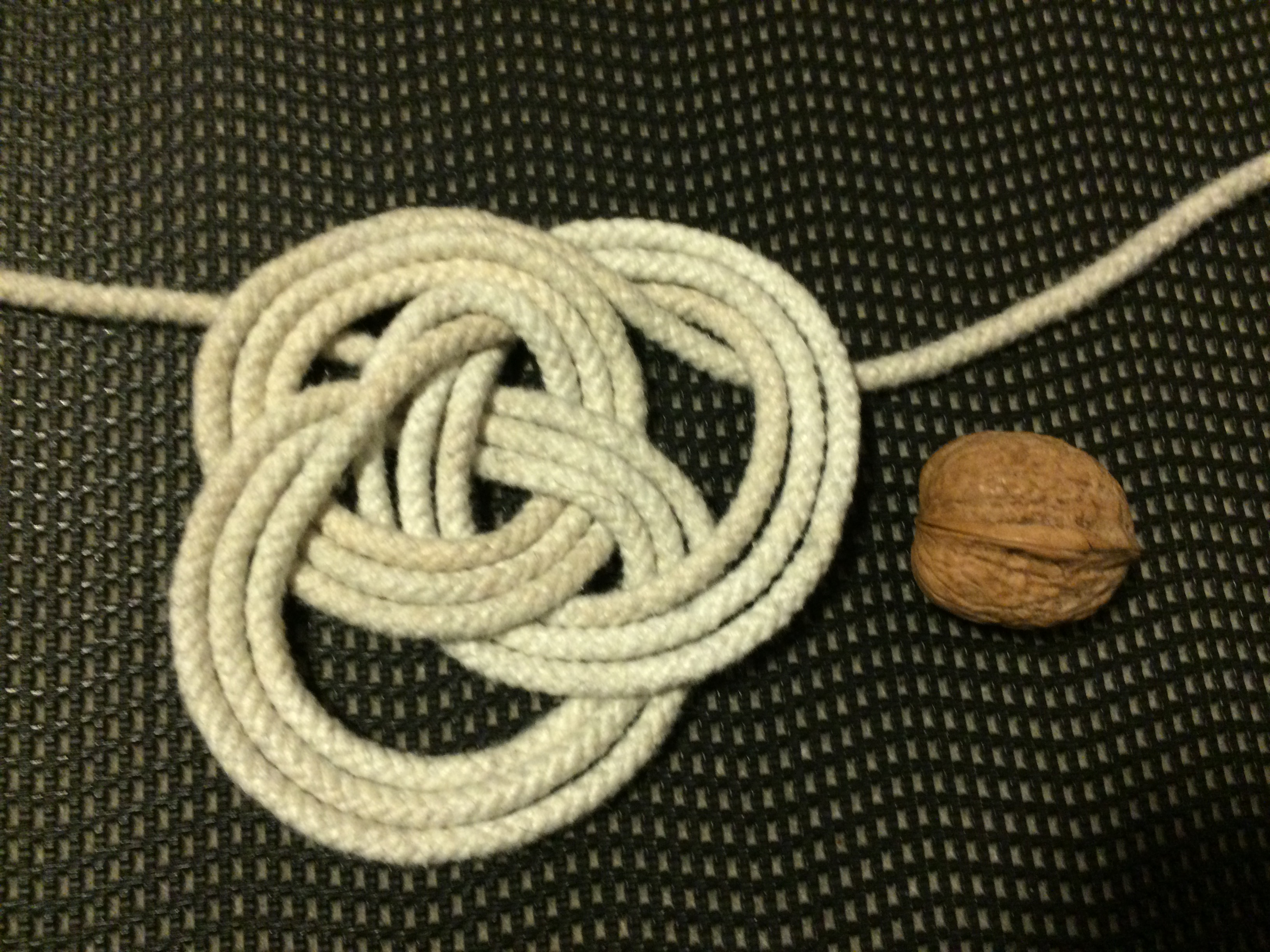
1. Завязывают 3 тройных пересекающихся круга троса.
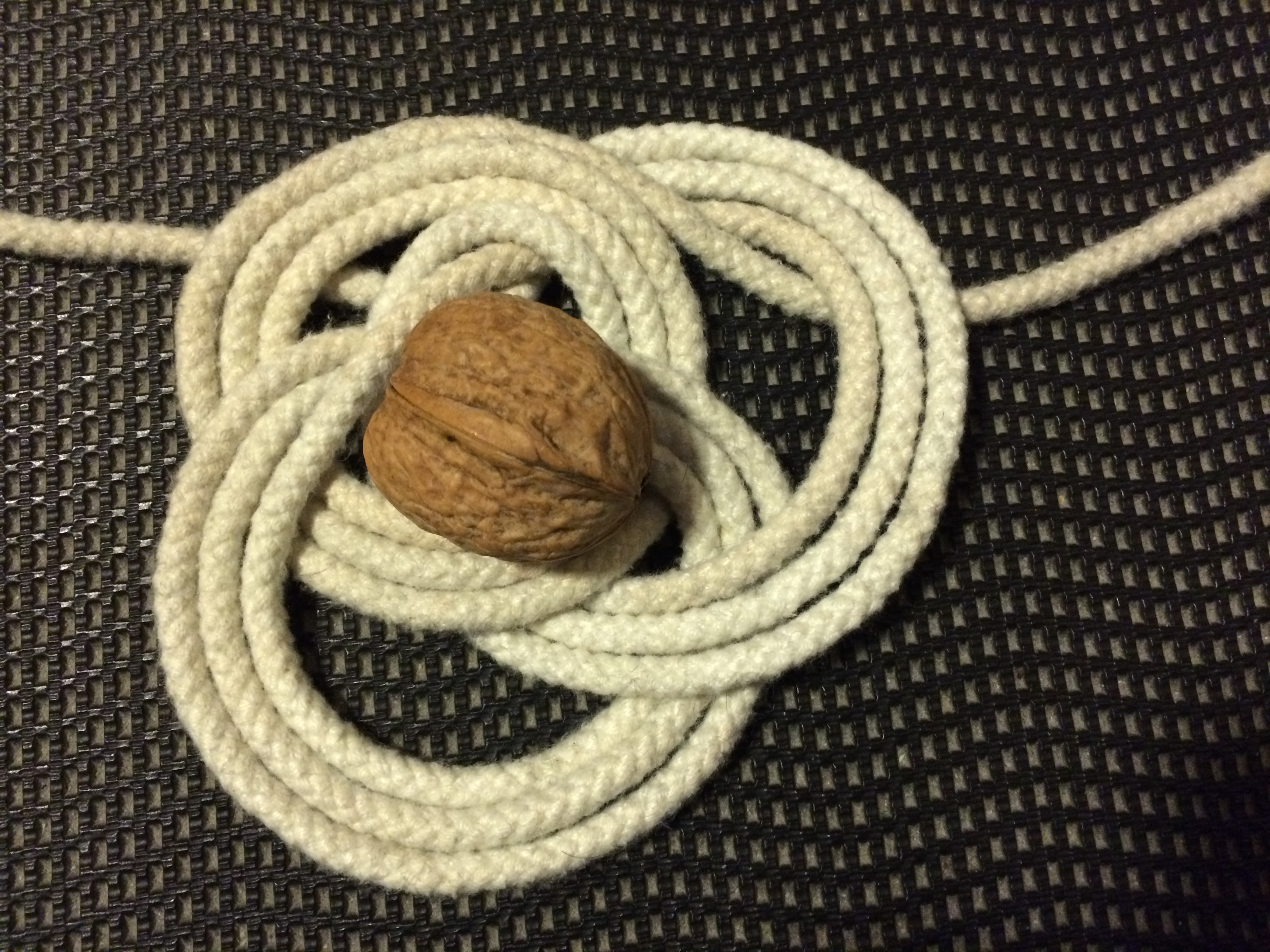
2. Помещают сферический предмет в середину узла.
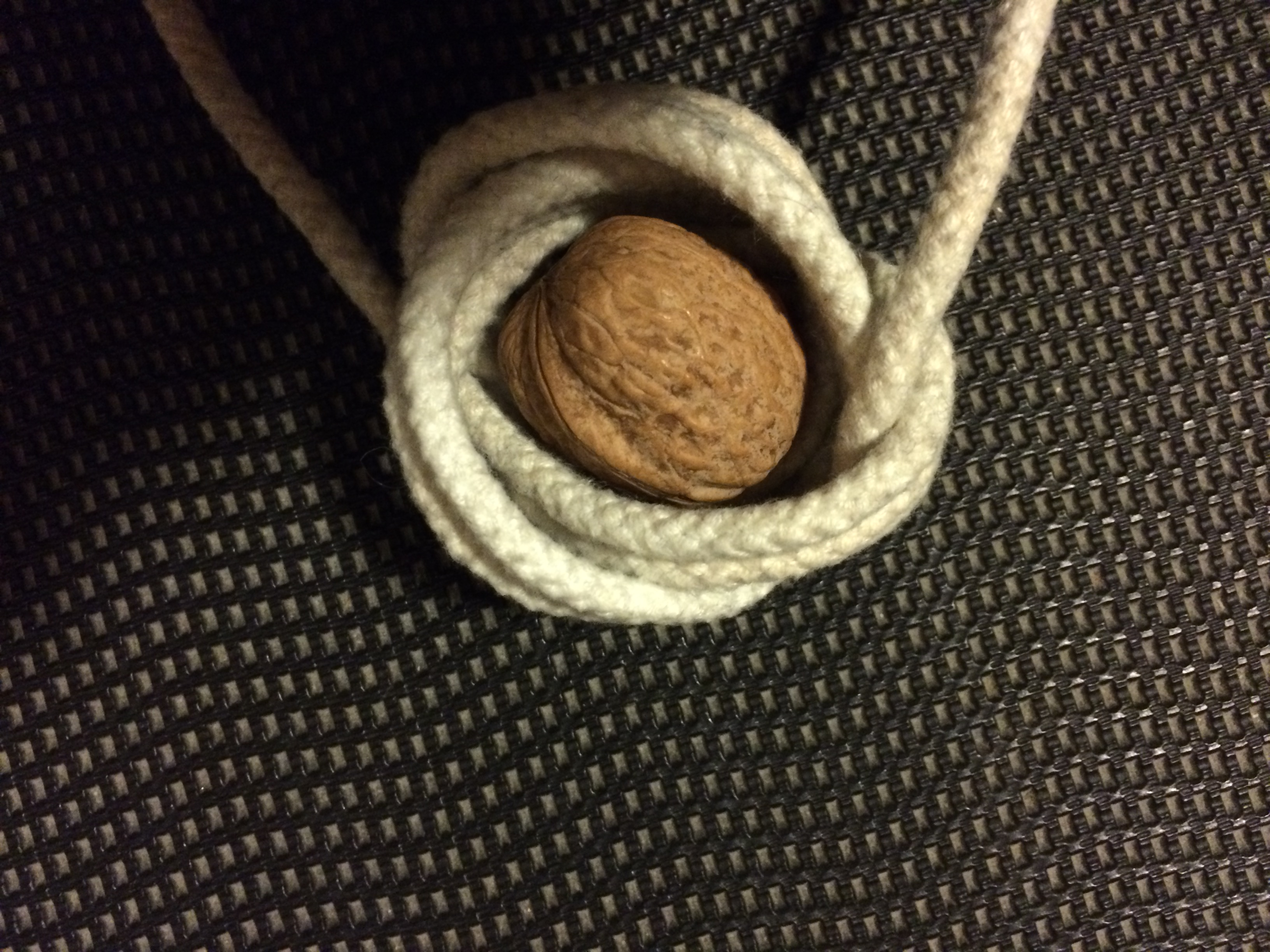
3. Затягивают узел вокруг предмета.
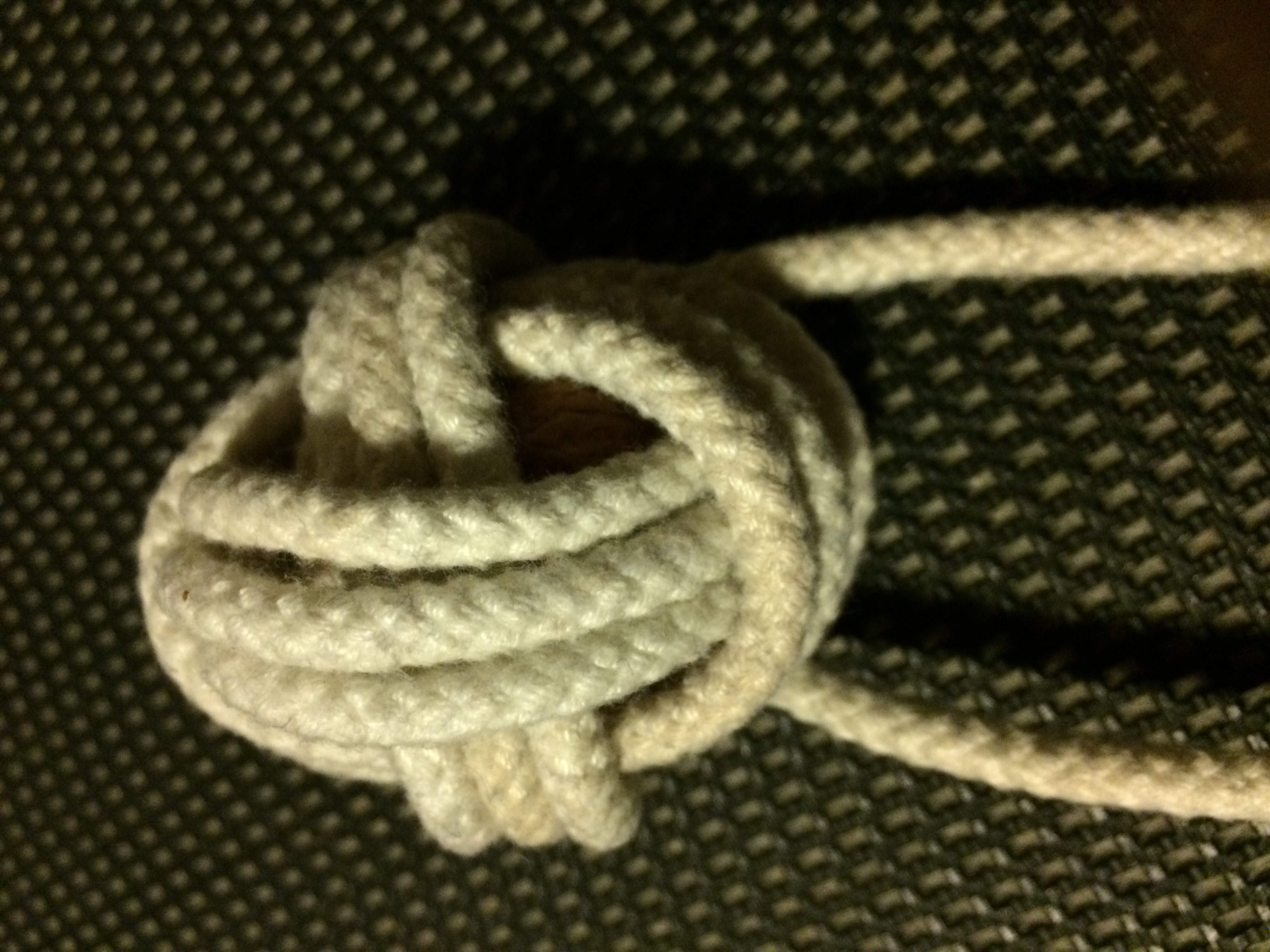
4. Готовый узел.

По завершении завязывания узла, ходовой конец троса прикрепляют к коренному при помощи сплесневания (или схватки).

## Фотогалерея

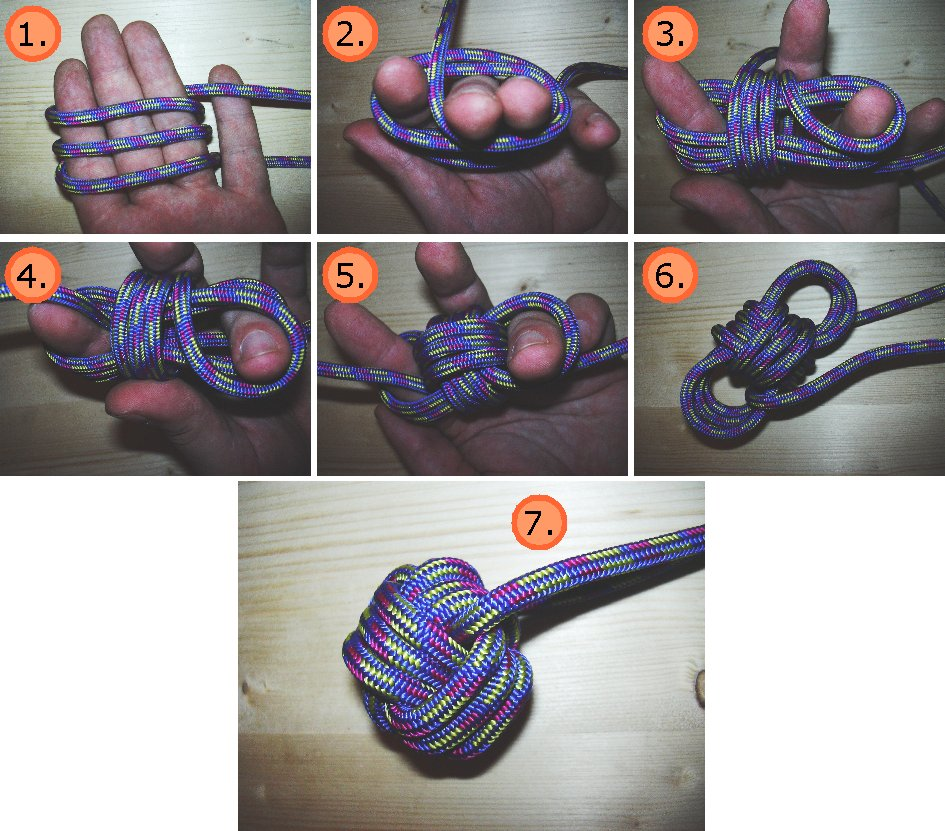
Один из способов — завязывание узла на руке шлагами
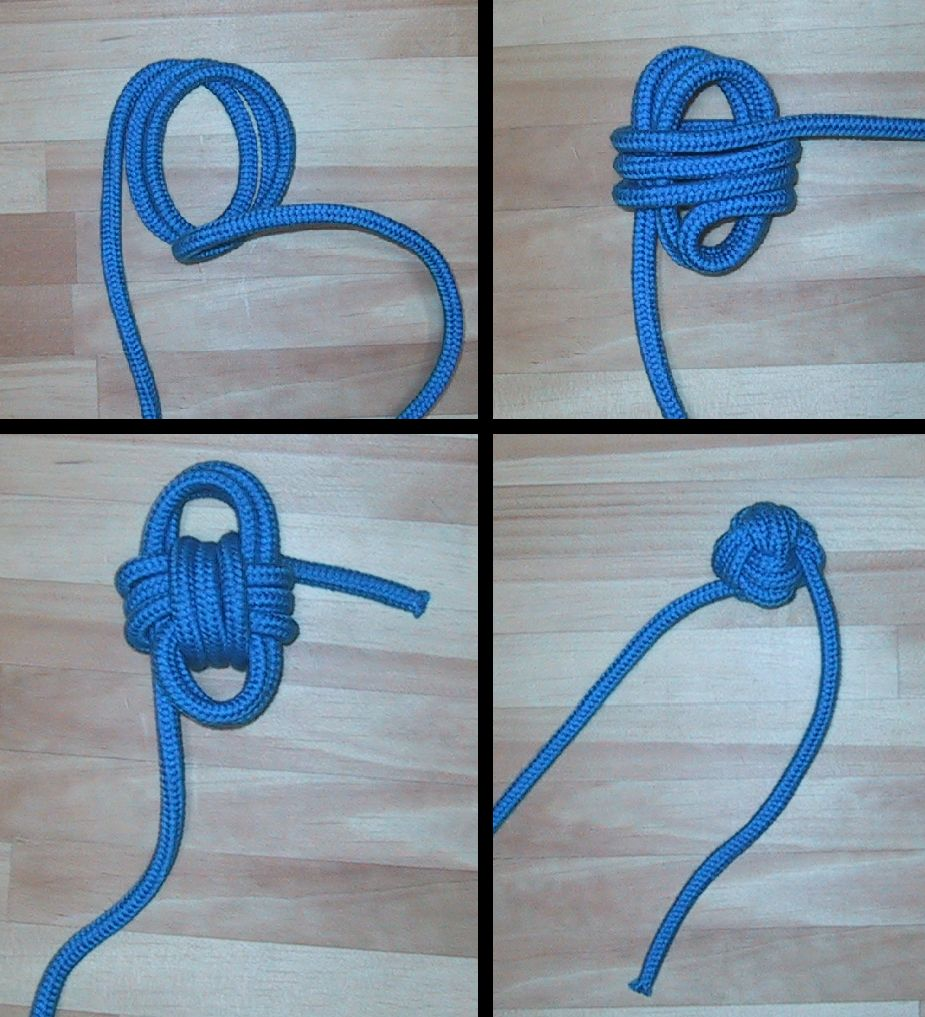
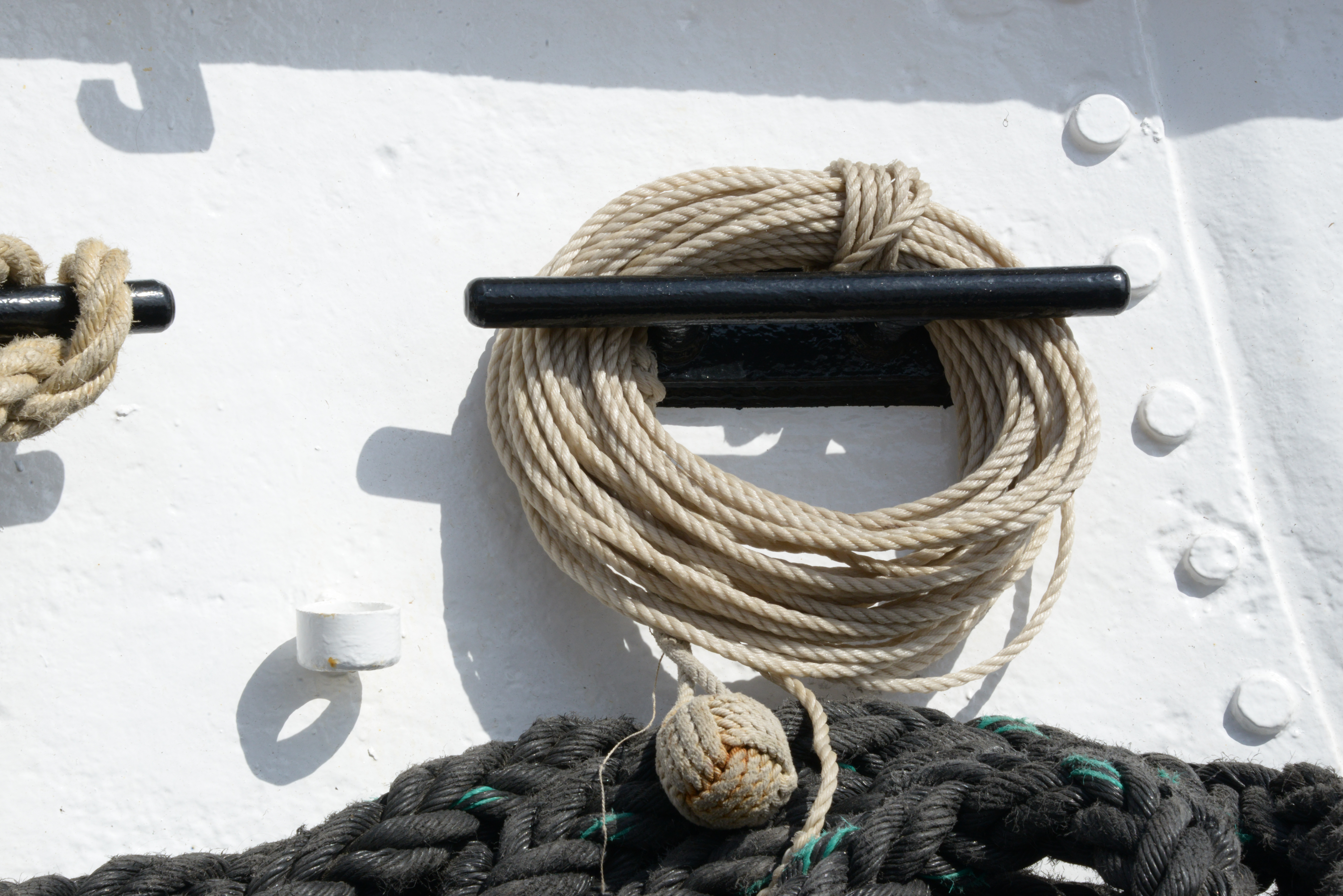
Морская выброска с «обезьяньим кулаком» для утяжеления конца троса
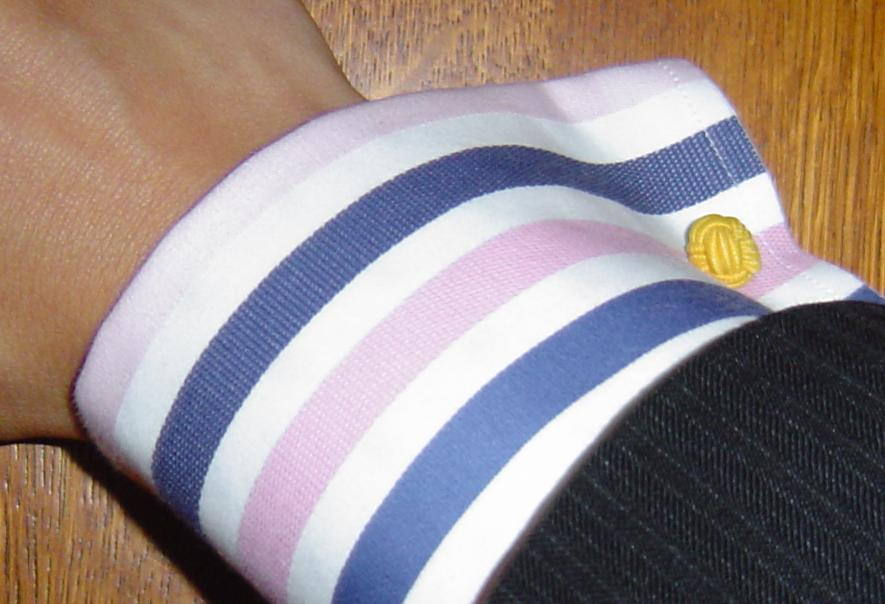
Узел в качестве пуговицы (или запонки)
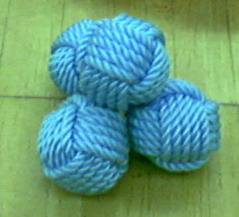
4 «обезьяньих кулака»